# Религиозный коммунизм
Религио́зный коммуни́зм — идея создания коммунистического сообщества на основе той или другой религии. Исследователи употребляли этот термин для описания различных религиозных движений, в разные времена поддерживавших обобществление собственности.

## Определение понятия
Т. М. Браунинг (англ. T. M. Browning) определяет «религиозный коммунизм» как форму коммунизма «прямо проистекающую из исходных принципов религии», а Ханс Дж. Хиллербранд (Hans J. Hillerbrand) — как религиозное движение, поддерживающее «совместную собственность на товары и сопутствующую этому отмену частной собственности»; оба они отличают «религиозный коммунизм» от «политического» и «экономического» социализма. Хиллербанд, кроме того, противопоставляет «религиозный коммунизм» марксизму, призывающему (по мнению Хиллербанда) к устранению религии. Дональд Дрю Эгберт (Donald Drew Egbert) и Стоу Персонс (англ. Stow Persons) отмечают, что «хронологически, религиозный коммунизм явно предшествует секулярному». Однако другие исследователи отмечают, что коммунизм всегда содержит религиозную идеологию; Марцин Кула (Marcin Kula), например, утверждает, что коммунизм «никогда и нигде не был свободен от квазирелигиозных элементов».

## История
Термин «религиозный коммунизм» применялся по отношению к различным общественным или религиозным движениям в истории. Например, «община ранних христиан в Иерусалиме» описывается как группа, практиковавшая религиозный коммунизм. Другой пример раннего религиозного коммунизма — учение персидского протосоциалиста, персидского реформатора Маздака. По данным Бена Фовкеса (Ben Fowkes) и Балента Гоки (Bulent Gokay), на «Конгрессе народов Востока» большевик Михаил Скачко говорил, что «мусульманская религия основана на принципах религиозного коммунизма, согласно которым ни один человек не может быть рабом другого, и никакой кусок земли не может находиться в частной собственности».
Некоторые исследователи использовали термин «религиозный коммунизм» для описания нескольких протестантских религиозных движений XVII века, которые «не допускали личной собственности». Например, Мисра Бхабаграхи (Misra Bhabagrahi) и Джеймс Престон (James Preston) описывали «религиозный коммунизм шейкеров» как «сообщество, где все вещи — общие». Ларри Арнхарт характеризует «религиозный коммунизм в коммуне Онайда» как систему, где «кроме немногих личных вещей, у них общим было всё». Альберт Фрид (Albert Fried) писал, что фактически «американский религиозный коммунизм достиг своего апогея» в 1850-е года «с ростом коммуны Онайда».
Другие учёные употребляли этот термин применительно к общественному коммунистическому движению, которое развилось в Париже в 1840-х годах и было организовано «поселившимися там иностранными, в основном германоязычными, подмастерьями».
В начале XX века, до распространения большевизма в России, некоторые интеллигенты выступали за реализацию «в качестве альтернативы марксизму» такой формы коммунизма, которая включает в себя христианскую идеологию. А в конце XX века некоторые католические теологи создавали группы для «диалога» между Католической церковью и Коммунистической партией в Италии.

## Пояснения
1. ↑  англ. springs directly from principles native to a religion
2. ↑  англ. religious communism" as religious movements that advocated "communal ownership of goods and the concomitant abrogation of private property
3. ↑  англ. [c]hronologically, religious communism tended to precede secular [communism]
4. ↑  англ. was never and nowhere free of quasi-religious elements
5. ↑  англ. the Muslim religion is rooted in principles of religious communism, by which no man may be a slave to another, and not a single piece of land may be privately owne
6. ↑  англ. disavow[ed] personal property
7. ↑  англ. community in which all goods are held in common
8. ↑  англ. [e]xcept for a few personal items, they shared all their property
9. ↑  англ. foreign-born, primarily German-speaking, journeyman-artisans who had settled there